# Aussichtsturm Jarník
Der Aussichtsturm Jarník ist ein 1997 zwei Kilometer östlich von Písek auf dem Berg Jarník in einer Höhe von 606 m n.m. errichteter 59,5 Meter hoher Stahlfachwerkturm, der als Sendeturm für Mobilfunk und als Aussichtsturm dient. Zur Aussichtsplattform in 34,6 Metern Höhe führt eine Treppe mit 182 Stufen.

## Geschichte
Die Bemühungen zum Bau eines Aussichtsturmes auf dem Berggipfel reichen bis ins Ende des 18. Jahrhunderts zurück, ohne dass Anstalten zur Realisierung unternommen wurden. Im Jahr 1901 wurde in Písek der Klub böhmischer Touristen gegründet, der im Jahr darauf begann, nach einer geeigneten Stelle zum Bau eines Aussichtsturmes mit Blick auf Písek zu suchen. Als idealer Standort wurde gerade der Gipfel des Jarníks ausgewählt. Die hochgewachsenen Bäume machten allerdings den Bau eines mindestens 28 Meter hohen Turms erforderlich, was die finanziellen Möglichkeiten des damaligen Verein überschritt. Der Verein und die Stadtverwaltung beteiligten sich deswegen am Bau einer einfachen hölzernen Konstruktion, die etwa einen Kilometer vom heutigen Standpunkt des Aussichtsturmes entfernt liegt. Von 1904 bis 1918 stand so unweit des Gipfels ein hölzerner Feuerwachturm, der von Wanderern auch zur Aussicht in die Landschaft genutzt wurde.
Das heutige Bauwerk wurde erst im Jahre 1997 errichtet, als der damalige Mobilfunkoperator Eurotel, der lokale Rundfunksender Rádio Prácheň und die Stadt Písek gemeinsam eine stählerne Konstruktion erbauen ließen, die sowohl als Aussichtsturm, als auch als Sendeturm für Mobilfunk- und Rundfunksignale dient. Das Bauwerk wurde am 9. Oktober 1997 in Betrieb genommen. Die Baukosten hatten sich auf 17 Millionen Tschechische Kronen belaufen.

## Technische Parameter

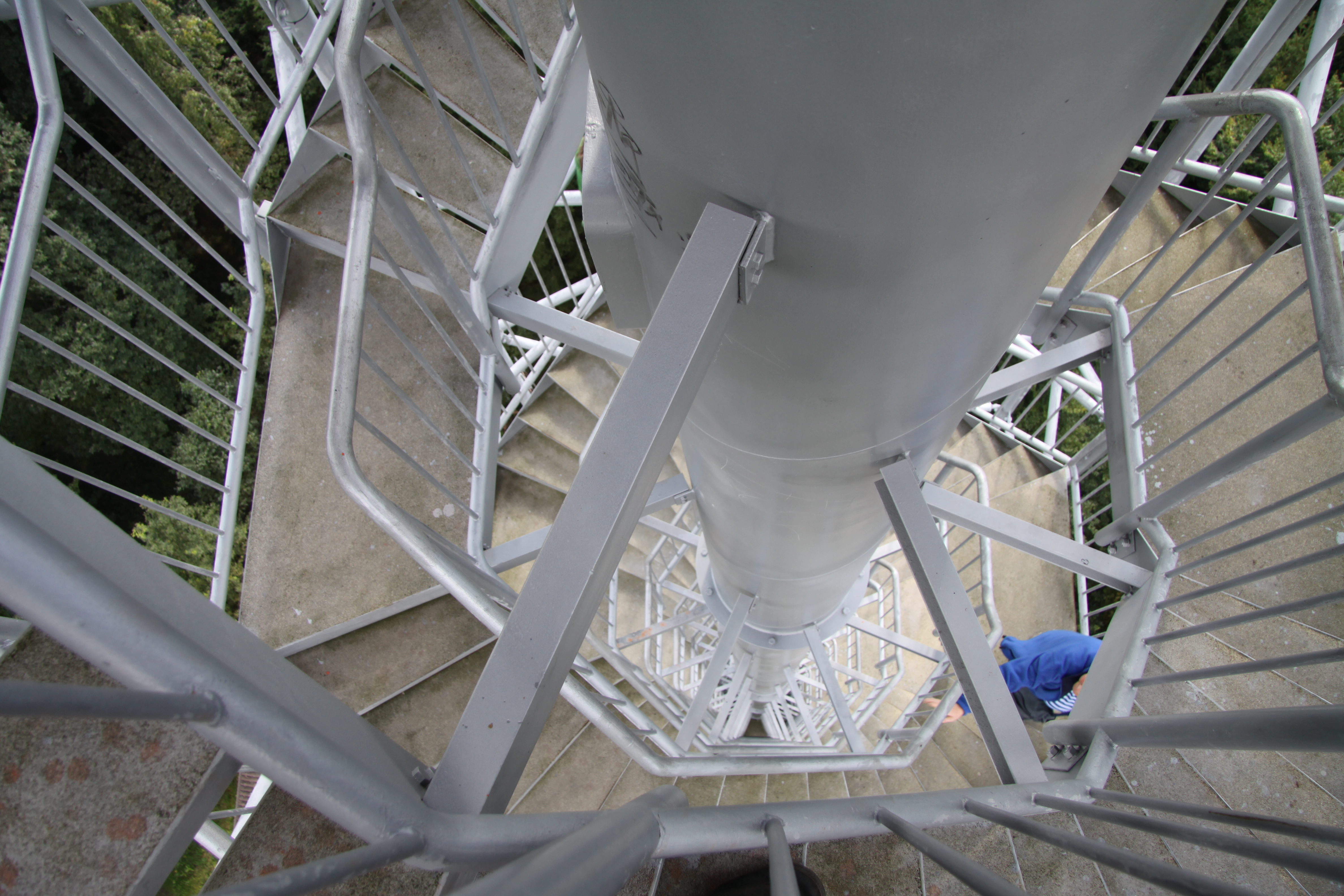
Treppenaufgang

Die Höhe des Aussichtsturms beträgt 59,443 Meter, der Besucher gelangt aber nur bis zur Aussichtsplattform, die sich 34,6 Meter über dem Boden befindet. Der Turm ist mit zwei Wendeltreppen ausgestattet, von denen eine zum Aufstieg, die andere dem Abstieg dient.